# Angelo Achini
Angelo Achini, noto anche con lo pseudonimo di Angiolo (Milano, 6 marzo 1850 – Milano, 16 gennaio 1930), è stato un pittore italiano.
È un pittore poliedrico per l'utilizzo di varie tecniche come l'acquerello, il colore a olio, l'incisione e la miniatura. 
Di stile molto affine al caposcuola della Scapigliatura Tranquillo Cremona, si distingue per l’apprezzamento della critica riguardo ai soggetti storici Savonarola arrestato e Il colloquio di Clemente VII con Carlo V ai danni di Firenze e di paesaggio.

## Biografia
Studia all'Accademia di Brera sotto la guida di Giuseppe Bertini e si aggiudica diversi riconoscimenti, come nel 1868 quando riceve due medaglie d'argento per meriti di progresso.
Nel 1877 si aggiudica il primo premio al Concorso Nazionale di pittura Fumagalli per il genere storico con l'opera Arresto di Fra Girolamo Savonarola, presentata nello stesso anno all’Esposizione di Brera e l'anno successivo all'Esposizione universale di Parigi.
Negli anni ottanta, a seguito dell'incontro con Daniele Ranzoni e Tranquillo Cremona (al cui riguardo realizza due ritratti, Maschera funeraria di Tranquillo Cremona e Tranquillo Cremona sul letto di morte, eseguiti direttamente dal vero), avvicina il suo stile alla Scapigliatura.
Terminati gli studi all'Accademia di Brera, esercita presso gli studi milanesi di corso di Porta Romana, in via Milazzo e di via San Girolamo, partecipando a numerose mostre su tutto il territorio italiano:
- a Torino nel 1878 con Canalazzo a Venezia, nel 1880 con Il colloquio di Clemente VII con Carlo V ai danni di Firenze e nel 1889 con La mammina, Canottiere e Celestina;
- a Genova nel 1879 con Turco, nel 1882 con Le mie rose sono sparite, nel 1886 con Il Naviglio Grande sopra Porta Ticinese e Amor materno e nel 1892 con Sul terrazzo, Testa di donna velata e Pensosa;
- a Milano nel 1872 con L’aspettativa, nel 1877 con L’arresto di Fra Girolamo Savonarola, nel 1879 con Il due novembre e Battesimo[4], nel 1880, nel 1881 con Una nevicata, Battesimo e Corteo funebre, nel 1882 con In giardino, Ottobre, Tramonto e Il chiostro, nel 1883 con Lo scalo merci, La Ripa di Porta Ticinese e Messalina, nel 1886 con La vedova, Lo scarico delle merci a Venezia e gli acquarelli Monaca e Marina[5] e alla Triennale del 1891 con Ritratto e Inverno[6];
- a Roma nel 1881 e nel 1883 con Studio dal vero, Circus Romanum,Tranquillo Cremona nel suo letto di morte, Ottobre, Tramonto, Interno di San Marco e Attenzione[7];
- a Venezia nel 1887 con Ritratto e Venerdì Santo.

I suoi lavori vengono esposti anche in mostre estere, come nel 1878 a Monaco di Baviera con Messalina, nel 1886 a Mulhouse con due Teste, a Bruxelles nel 1897 con Page e Dans le jardin.

## Stile
Adotta uno stile molto simile a quello del pittore Tranquillo Cremona, caposcuola della Scapigliatura, focalizzandosi principalmente su paesaggi, ritratti e temi storici.
In opere come Il battesimo appare evidente l’influsso del pittore monzese Mosè Bianchi.
Oltre alla pittura a olio e all'acquarello, si dedica anche ad altre forme di arte come la miniatura, l'incisione e l’acquaforte, dove adotta uno stile simile a quello di Luigi Conconi, maggiore esponente contemporaneo di questa forma.

## Opere principali
- Ritratto di bimba (1850), olio su tela, Galleria d'Arte Moderna di Milano;
- Ritratto della bambina Carolina Tamburini, (1850), olio su tela, Galleria d'Arte Moderna di Milano;
- Il colloquio di Clemente VII con Carlo V ai danni di Firenze, olio su tela, collezione privata;
- Mascherina (1875), acquarello, Galleria d'Arte Moderna di Milano;
- Busto di signora con cappello piumato (1875), acquarello, Galleria d'Arte Moderna di Milano;
- Testa di donna (1875), acquarello, Galleria d'Arte Moderna di Milano;
- A mosca cieca (1875), acquarello, Galleria d'Arte Moderna di Milano;
- Donna in costume turco (1875), acquarello, Galleria d'Arte Moderna di Milano;
- Tranquillo Cremona sul letto di morte (1878), olio su tela, collezione privata;
- Maschera funeraria di Tranquillo Cremona (1878), olio su tela, Galleria d'Arte Moderna di Milano;
- Ritratto di Francesco Tamburini (1880), olio su tela, Museo dell'Ottocento Villa Belgiojoso Bonaparte di Milano;
- Arresto di Fra' Gerolamo Savonarola (1881), olio su tela, Galleria d'Arte Moderna di Milano;
- Battesimo (1881), olio su tela, collezione privata;
- Nevicata (1881), olio su tela, collezione privata;
- Corteo funebre (1881), olio su tela, collezione privata;
- Le mie rose sono sparite (1882), olio su tela, collezione privata;
- Garibaldi a Caprera (1882), olio su tela, collezione privata;
- Il Naviglio Grande fuori Porta Ticinese (1886), olio su tela, collezione privata;
- La vedova (1886), olio su tela, collezione privata;
- Amor materno (1886), olio su tela, collezione privata;
- Venerdì Santo (1887), olio su tela, collezione privata;
- Giovinetta, olio su tela, collezione privata;
- Fanciulla con rosa in mano, acquarello, collezione privata;
- La sposa, acquarello, collezione privata;
- Al balcone, acquarello, collezione privata;
- Mascherina, olio su tela, collezione privata;
- Colombo parte da Palos (1892), olio su tela, collezione privata[11]
- Colombo e l'uovo, olio su tela, collezione privata[12]
- Il salotto, (1906), olio su tela, collezione privata;